# Leah McNamara

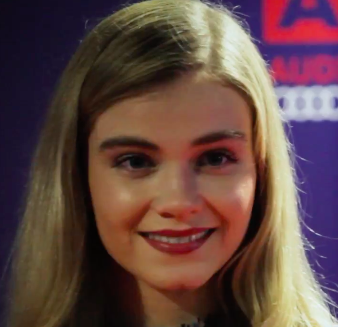
Leah McNamara, 2017

Leah McNamara (* vor 2000) ist eine irische Schauspielerin.

## Biografie
Ihr Debüt gab sie 2010 in der Fernsehserie Jack Taylor. Anschließend trat sie 2015 in dem Film Cherry Tree auf. Von 2017 bis 2019 war sie in der Serie Vikings zu sehen. Außerdem bekam McNamara 2019 in der Serie Dublin Murders die Hauptrolle. 2020 wurde sie für die Serie Normal People gecastet. Unter anderem spielte sie 2021 in dem Film Danny Boy mit. Ihre nächste Hauptrolle bekam McNamara 2023 in der Serie Then You Run.

## Filmografie
Filme
- 2015: Cherry Tree
- 2016: Lily
- 2017: Nails
- 2018: Cellar Door
- 2018: Metal Heart
- 2021: Danny Boy
- 2024: Hellboy: The Crooked Man

Serien
- 2010: Jack Taylor
- 2017–2019: Vikings
- 2019: Dublin Murders
- 2020: Normal People
- 2023: Then You Run
- 2024: The Gentlemen